# Glorieux (1756)
Pour les autres navires du même nom, voir Le Glorieux.
Le Glorieux est un vaisseau de ligne de 74 canons à deux ponts de la Marine royale française. Il est construit à Rochefort par l'architecte naval François-Guillaume Clairin-Deslauriers. Lancé en 1756, il participe à la guerre de Sept Ans puis à celle de l'Indépendance américaine. Il est capturé par la Royal Navy en 1782 et incorporé comme vaisseau de troisième rang. Le 16 septembre de la même année, une forte tempête le fracasse sur les côtes de Terre-Neuve.

## Caractéristiques générales du navire
Le Glorieux est mis en chantier entre la guerre de Succession d'Autriche et celle de Sept Ans. C'est un vaisseau de force de 74 canons lancé selon les normes définies dans les années 1740 par les constructeurs français pour obtenir un bon rapport coût/manœuvrabilité/armement afin de pouvoir tenir tête à la marine anglaise qui dispose de beaucoup plus de vaisseaux depuis la fin des guerres de Louis XIV. Sans être standardisé, le Glorieux, partage les caractéristiques communes de tous les « 74 canons » construits à des dizaines d’exemplaires jusqu’au début du XIXe siècle et qui évoluent lentement compte tenu des techniques de construction de l’époque et de la volonté des responsables navals d’exploiter au mieux cette excellente catégorie de navire de guerre.
Comme pour tous les vaisseaux de l’époque, sa coque est en chêne. Son gréement, (mâts et vergues) est en pin. Il y a aussi de l’orme, du tilleul, du peuplier et du noyer pour les affûts des canons, les sculptures des gaillards et les menuiseries intérieures. Les cordages (80 tonnes) et les voiles (à peu près 2 500 m2) sont en chanvre. Un deuxième jeu de voiles de secours est prévu en soute. Prévu pour pouvoir opérer pendant des semaines très loin de ses bases européennes s’il le faut, ses capacités de transport sont considérables. Il emporte pour trois mois de consommation d’eau, complétée par six mois de vin. S’y ajoute pour cinq à six mois de vivres, soit plusieurs dizaines de tonnes de biscuits, farine, légumes secs et frais, viande et poisson salé, fromage, huile, vinaigre, sel, sans compter du bétail sur pied qui sera abattu au fur et à mesure de la campagne.
Il dispose sur son pont inférieur de 28 canons de 36 livres (les plus gros calibres en service dans la flotte à cette époque) et de 30 canons de 18 livres sur son pont supérieur. En outre, 16 canons de 8 livres sont répartis sur les gaillards. Cette artillerie en fer pèse 215 tonnes. Pour l’approvisionner au combat, le vaisseau embarque près de 6 000 boulets pesants au total 67 tonnes. Ils sont stockés dans des puits à boulets autour des mâts. S’y ajoutent des boulets ramés, chaînés et beaucoup de mitraille (8 tonnes). Il y a pour finir 20 tonnes de poudre noire, stockée sous forme de gargousses ou en vrac dans les profondeurs du vaisseau. En moyenne, chaque canon dispose de 50 à 60 boulets.

## Historique

### Guerre de Sept Ans (1756 - 1763)

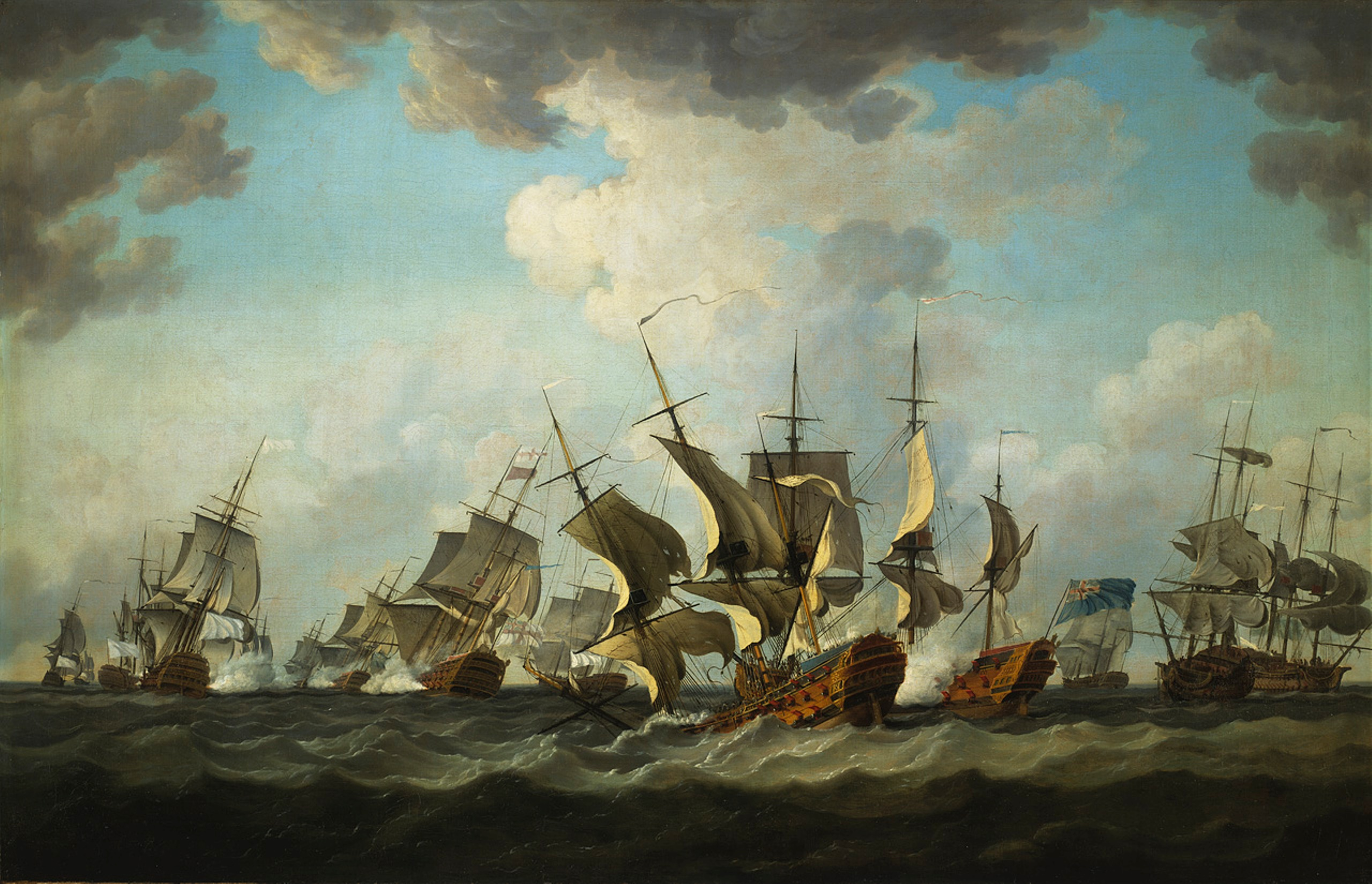
La bataille des Cardinaux, à laquelle participe le Glorieux en 1759.

En 1757, le Glorieux se retrouve intégré dans l'escadre de 9 vaisseaux et 2 frégates de Dubois de la Motte qui doit passer en Amérique pour y défendre Louisbourg. Le 3 mai, il quitte Brest et arrive à bon port quelques semaines plus tard, participant ainsi à l'importante concentration navale qui sauve Louisbourg de l'invasion cette année-là. En octobre, le Glorieux quitte la place pour rentrer en France. Comme les autres vaisseaux, il est touché par la grave épidémie de typhus qui ravage les équipages et qui contamine Brest à l'arrivée en novembre, faisant des milliers de morts dans la ville.
En 1759, le Glorieux fait partie de l'escadre de 21 vaisseaux du maréchal de Conflans concentrée à Brest en vue d'un débarquement en Angleterre. Il participe à la bataille des Cardinaux le 20 novembre 1759. Il est alors sous les ordres de René Villars de la Brosse-Raquin dans l’escadre blanche — l’escadre qui forme le corps de bataille ainsi nommée, est commandée par le maréchal de France Hubert de Brienne de Conflans depuis le vaisseau amiral, le Soleil Royal.
Au lendemain de la défaite française, le Glorieux se réfugie avec 6 autres vaisseaux, le Robuste, l’Inflexible, le Dragon, l’Éveillé, le Brillant et le Sphinx, accompagnés de deux frégates — la Vestale et l’Aigrette — et de deux corvettes — la Calypso et le Prince Noir — dans l’estuaire de la Vilaine. En raison du manque de visibilité, le Glorieux et l’Éveillé s’envasent. Si les dommages de l’Éveillé sont sans conséquences, le Glorieux déplore une voie d’eau ; l’Inflexible, d’autre part, a perdu ses mâts de misaine et de beaupré.
Il faut plus de deux ans et demi d'effort aux deux officiers nommés par le duc d'Aiguillon, Charles-Henri-Louis d'Arsac de Ternay et Charles Jean d'Hector, pour sortir les navires de l’embouchure de la Vilaine. Le 25 avril 1762, le Glorieux et le Sphinx sont les deux derniers vaisseaux à s’échapper de l'estuaire. Seule demeure l'épave de l'Inflexible, aujourd'hui recouverte par les eaux du barrage d'Arzal.

### Guerre d'indépendance des États-Unis (1775 - 1783)

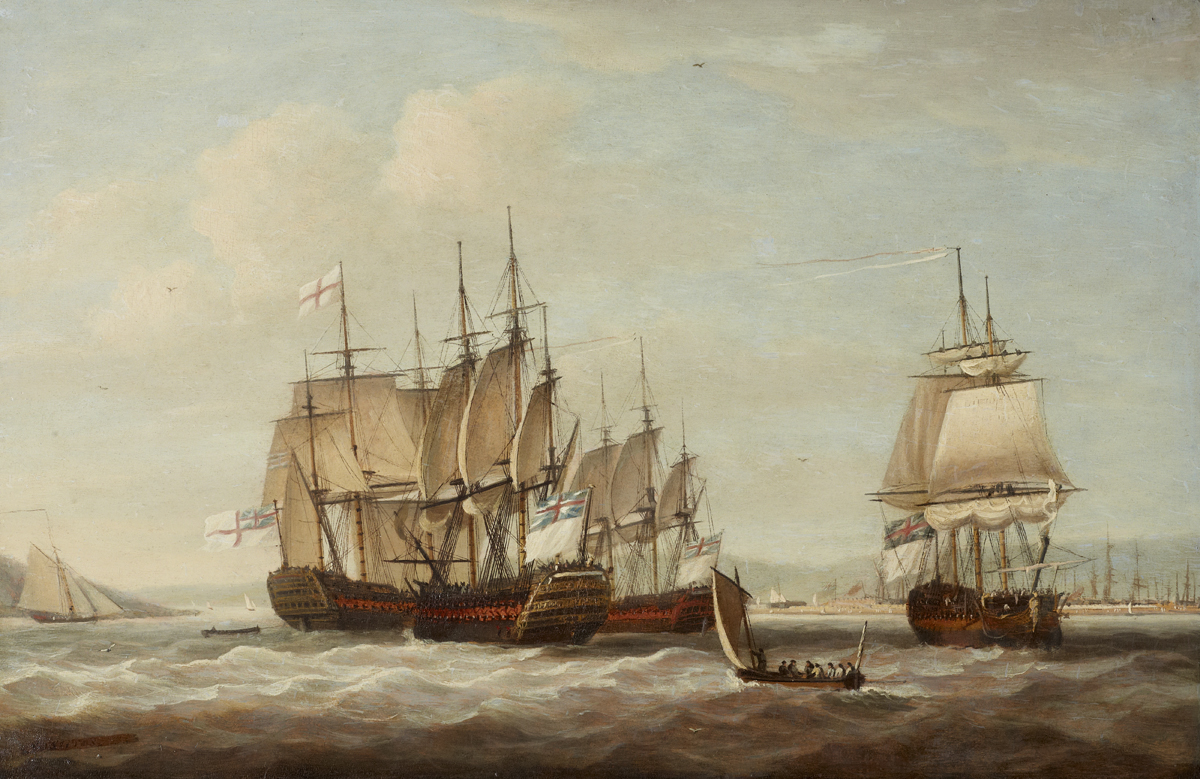
Plusieurs vaisseaux français capturés lors de la bataille des Saintes. Le Glorieux en fait partie.

Le Glorieux est présent le 27 juillet 1778 à la première bataille d’Ouessant. Il s’agit du premier grand affrontement entre les Marines française et britannique dans le conflit menant à l’indépendance des États-Unis.
L'armée navale du roi de France est commandée par le lieutenant général Louis Guillouet d'Orvilliers. La flotte britannique est sous les ordres du vice admiral Augustus Keppel. Le Glorieux fait partie de l’escadre blanche et bleue formant l’avant-garde, commandée par Louis Charles du Chaffault de Besné.
Le 9 juillet 1780, le navire appareille de Cadix et fait partie de l'escadre légère sous les ordres de M. Bausset. Un mois plus tard, il participe à la capture du convoi anglais de l'amiral Geary lors de la Deuxième bataille du cap Saint-Vincent.
En 1781, le vaisseau est intégré à l'escadre de 20 vaisseaux et 3 frégates du comte de Grasse qui part pour les Antilles où se porte l’essentiel de l’effort de guerre. Il doit assurer la défense des Iles du Vent en y apportant 3 200 hommes de troupe sur 120 bâtiments de charge et de commerce. À son arrivée, le Glorieux est engagé dans la bataille de Fort-Royal, le 29 avril 1781, au large de Fort-Royal de la Martinique — aujourd'hui Fort-de-France, Martinique — dans les Indes occidentales. Peu après, il prend part à l’action sur Tobago le 2 juin 1781 qui aboutit à la prise de l'île. Le 4 juin suivant, il s’empare du Fly, un cotre portant 8 canons, au large de Grenade.
Les 25 et 26 janvier 1782, le Glorieux, au sein de la flotte française de l'amiral de Grasse, participe à l'indécise bataille de Saint-Christophe ; son capitaine est alors le comte d'Escars. Le vaisseau est également présent à la bataille des Saintes du 9 au 12 avril 1782 entre Basse-Terre et la Dominique alors que De Grasse escorte un gros convois. Il fait partie du centre de l'escadre qui se retrouve isolé après la rupture en deux points de la ligne française. Désemparé, il baisse pavillon et fait partie des cinq vaisseaux capturés (dont le navire-amiral, le Ville de Paris), par la flotte britannique dirigée par George Rodney.
Lors du retour en Angleterre, en septembre 1782, l’escadre britannique commandée par Thomas Graves est surprise par une forte tempête au large de Terre-Neuve. Le Glorieux, le Ville de Paris ainsi que les HMS Ramillies et Centaur, disparaissent alors corps et biens.